# Nucleul solitar

## Nucleu solitar
Nucleul solitar (numit și nucleu al tractului solitar, nucleus solitarius sau nucleus tractus solitarii. Este o serie de nuclei senzoriali (grupuri de corpuri de celule nervoase) care formează o coloană verticală de culoare gri materie din medula oblongata a trunchiului cerebral. Primește intrări viscerale generale și/sau viscerale speciale de la nervul facial (VII), nervul glosofaringian (perechea de nervi cranieni numărul IX) și nervul vag (perechea de nervi cranieni numărul X); primeste si transmite stimuli legati de gust si senzatie viscerala. Trimite ieșiri către diferite părți ale creierului, cum ar fi hipotalamus, talamus și formarea reticulară. Corpurile celulare neuronale ale nucleul solitar sunt aranjate aproximativ somatotopic pe lungimea sa, în funcție de funcție.

## Neuroanatomia
Nucleul solitar este o serie de nuclei pur senzoriali care formează o coloană verticală de substanță cenușie încorporată în medula oblongata (bulbul rahidian sau măduva prelungită). Prin centrul nucleului trece tractul solitar, un mănunchi alb de fibre nervoase, inclusiv fibre senzitive de la nervii cranieni VII, IX și X.
Corpurile celulare ale nucleului solitar sunt aranjate aproximativ somatotopic de-a lungul lungimii sale în funcție de funcție: de exemplu, celulele implicate în gust sunt situate în partea superioară, în timp ce cele care primesc informații din procesele cardio-respiratorii și gastrointestinale se găsesc în partea caudală.
nucleul solitar proiectează, printre alte regiuni, formarea reticulară, neuronii preganglionari parasimpatici, hipotalamusul și talamusul, formând circuite care contribuie la reglarea autonomă.

### Aferente
Senzație gustativă (gustativă) de la nervul facial (perechea de nervi cranieni numărul VII) prin corda timpanului (din 2/3 anterioare ale limbii), nervul glosofaringian (perechea de nervi cranieni numărul IX) (din 1/3 posterior) și nervul vag (perechea de nervi cranieni numărul X) (din zonă mică pe epiglotă).
Chemoreceptori și mecanoreceptori ai căii aferente viscerale generale (GVA) din corpul carotidian și sinusul carotidian prin (nervul sinusului carotidian al) nervului glosofaringian (perechea de nervi cranieni numărul IX) și din corpii aortici și nodul sinoatrial prin nervul vag (perechea de nervi cranieni numărul X) .
Chemoreceptori și mecanoreceptori ai căii aferente viscerale generale (GVA) cu terminații localizate în inimă, plămâni, căile respiratorii, sistemul gastrointestinal, faringe și ficat prin intermediul nervilor glosofaringieni și vagi. Regiunile specifice organelor ale arhitecturii neuronale sunt păstrate în nucleul solitar. Aportul suplimentar minor de GVA din cavitatea nazală, palatul moale și cavitățile sinusurilor intră prin nervul facial.

### Eferente
Nucleul solitar se proiectează către un număr mare de alte regiuni ale creierului, inclusiv nucleul paraventricular al hipotalamusului, nucleul central al amigdalei, precum și alți nuclei din trunchiul cerebral (cum ar fi zona parabrahială, locus coeruleus, nucleul rafe dorsal), și alte rețele viscerale motorii sau respiratorii).
Stimulii de la nucleul solitar la zona parabrahiala isi au originea in cavitatea bucala si tractul gastrointestinal. Se crede că căile pentru procesele gastrice și gustative (gustative) se termină în diferite subdiviziuni ale zonei parabrahiale, dar încă interacționează în nucleul solitar. Unele subpopulații neuronale din nucleul solitar, cum ar fi grupul de celule noradrenergice A2 și neuronii HSD2 sensibili la aldosteron, proiectează atât de departe ventral cât nucleul patului striei terminale.

## Funcții
Aferentele nucleul solitar mediază reflexul de gag, reflexul sinusului carotidian, reflexul aortic, reflexul tusei, reflexele baroreflex și chemoreceptor, câteva reflexe respiratorii și reflexe din sistemul gastrointestinal care reglează motilitatea și secreția.
Neuronii care transmit semnale despre peretele intestinal, întinderea plămânilor și uscarea membranelor mucoase inervează, de asemenea, nucleul solitar. Primii neuroni centrali din nucleul solitar pot participa la reflexe autonome simple.

Poziția trunchiului cerebral